# Value Them Both Amendment
Das Value Them Both Amendment war eine vorgeschlagene Änderung der Verfassung des Bundesstaates Kansas in den USA. Es ist auch bekannt als Amendment 2.
Die Änderung wurde als Reaktion auf eine Entscheidung des Verfassungsgerichts von Kansas von der Legislative von Kansas beschlossen und der Bevölkerung zur Abstimmung vorgelegt (Legislative Referral). Während das Gericht ein Recht auf Abtreibung in der Verfassung bejahte, sollte die Änderung diese Entscheidung rückgängig machen. Die Abstimmung erfolgte am 2. August 2022.
Die Wahlentscheidung über das Amendment war die erste Entscheidung der amerikanischen Bevölkerung über Abtreibung nach der Aufhebung des Urteils Roe v. Wade durch Dobbs v. Jackson Women’s Health Organization und wurde deshalb als Stimmungstest gesehen.
Das Amendment wurde bei der Abstimmung abgelehnt.

## Geschichte
Im Jahr 2015 erließ die von den Republikanern dominierte Kansas Legislature den Unborn Child Protection from Dismemberment Abortion Act, der Abtreibungsbeschränkungen enthielt. Zwei Anbieter von Abtreibungen verklagten daraufhin den Bundesstaat mit der Argumentation, dass die Verfassung ein Recht auf Abtreibung enthalten würde. Das Distriktgericht von Shawnee County und der Kansas Court of Appeals, das Berufungsgericht auf mittlerer Ebene in Kansas, stimmten dieser Argumentation zu. Die Regierung von Kansas focht diese Entscheidung vor dem Obersten Gericht von Kansas mit der Begründung an, dass beim Entwurf der Verfassung für den zu gründenden Bundesstaat Kansas im Jahr 1859 Abtreibung illegal war und es deshalb kein solches Verfassungsrecht geben könne. Der Kansas Supreme Court folgte jedoch der Meinung der Gerichte, dass der Satz all men are possessed of equal and inalienable natural rights auch das Recht einer Frau auf Abtreibung umfassen würde, und dieses Recht nur in engen Grenzen eingeschränkt werden könne.
Daraufhin wurde das Amendment im Januar 2020 in der Legislative von Kansas eingebracht. Es wurde nach einem ähnlichen Amendment, welches in Tennessee ebenso als Reaktion auf ein Verfassungsgerichtsurteil eingebracht worden war, formuliert. Zunächst scheiterte die Gesetzesvorlage, weil vier Republikaner dagegen stimmten, hauptsächlich aufgrund von Terminfragen.
Das Amendment wurde im Januar 2021 wieder eingebracht, und nach einer Debatte über den Abstimmungstermin einigte man sich auf den August 2022. Mit der republikanischen Supermajorität verabschiedete die Legislative das Value Them Both-Gesetz, das die Abstimmung ansetzte, mit der benötigten Zweidrittelmehrheit. Der Termin im August parallel zu den Vorwahlen wurde als für die Republikaner vorteilhaft gesehen, weil bei Vorwahlen häufig mehr republikanische als demokratische Wähler zur Wahl gehen.
Nach der Entscheidung des Obersten Gerichtshofes in Dobbs v. Jackson Women's Health Organization wurde von einer möglichen Mobilisierung von Wählern, die das Recht auf Abtreibung befürworten, ausgegangen. So kam es auch zu einer erhöhten Wählerregistrierung und Anfordern von Briefwahlunterlagen.
Im Laufe der Kampagne kam es vereinzelt zu Vandalismus gegen Kirchen, die sich für das Amendment ausgesprochen haben.
Bereits vor der Abstimmung war die Situation für Frauen in Kansas, die einen Schwangerschaftsabbruch vornehmen lassen wollten, nicht immer einfach. Im Bundesstaat gab es nur vier Kliniken, in denen Schwangerschaftsabbrüche vorgenommen werden konnten. Diese Kliniken befanden sich alle im Umfeld von Wichita und Kansas City. Bewohnerinnen im äußersten Westen mussten mehrere Hundert Kilometer zurücklegen, um zu einer dieser Kliniken zu gelangen, und die Entfernungen zu den nächstgelegenen Abtreibungskliniken im westlich gelegenen Colorado waren auch nicht viel kürzer.

## Text
Das Amendment hätte folgenden Text ergänzt:

§ 22. Regulation of abortion.
Because Kansans value both women and children, the constitution of the state of Kansas does not require government funding of abortion and does not create or secure a right to abortion. To the extent permitted by the constitution of the United States, the people, through their elected state representatives and state senators, may pass laws regarding abortion, including, but not limited to, laws that account for circumstances of pregnancy resulting from rape or incest, or circumstances of necessity to save the life of the mother.

„§ 22: Regelung des Schwangerschaftsabbruchs.
Da die Bewohner von Kansas sowohl Frauen als auch Kinder wertschätzen, verlangt die Verfassung des Bundesstaats Kansas keine staatliche Finanzierung des Schwangerschaftsabbruchs und schafft oder sichert kein Recht auf Abtreibung. In dem Maße, wie es die Verfassung der Vereinigten Staaten zulässt, kann das Volk durch seine gewählten bundesstaatlichen Vertreter und bundesstaatlichen Senatoren Gesetze zum Schwangerschaftsabbruch erlassen, einschließlich, aber nicht beschränkt auf Gesetze, die die Umstände einer Schwangerschaft aufgrund von Vergewaltigung oder Inzest berücksichtigen, oder Umstände, die notwendig sind, um das Leben der Mutter zu retten.“

## Argumente für das Amendment
Von Befürwortern des Amendments wurde vielfach als Begründung angegeben, dass durch die Entscheidung des Gerichtes Abtreibungsbeschränkungen nach der 22. Schwangerschaftswoche und bei Minderjährigen das Erfordernis der elterlichen Zustimmung für nichtig erklärt werden könnten. Weiterhin wurde argumentiert, dass hygienische Standards, bspw. die Pflicht der Vornahme der Abtreibung durch einen Arzt, und das Verbot der Finanzierung von Abtreibung durch öffentliche Mittel möglicherweise für nichtig erklärt werden könnten.
Elizabeth Kirk von der Katholischen Universität von Amerika beschrieb, dass das Ziel des Amendments nicht das Verbot von Abtreibungen sei, sondern nur die Wiederherstellung der Möglichkeit für den Bundesstaat, Beschränkungen in irgendeiner Art zu erlassen. Dazu gehören auch Gesetze, die sich rein um hygienische Standards drehen würden, die nach Ansicht der Befürworter durch das Urteil des Kansas Supreme Court möglicherweise für nichtig erklärt werden. Es ging nach Angaben der Befürworter nicht primär um zukünftige Gesetze, sondern zum großen Teil um den Schutz von erlassenen Gesetzen.
Die Organisation Kansans for Life befürwortete das Amendment mit der Begründung, dass nach dem Urteil Kansas den größten Anstieg an Abtreibungen in den letzten 25 Jahren gesehen habe. Diese Aussage stützen sie auf einen Bericht des Gesundheitsministeriums von Kansas aus dem Jahr 2020.

## Kritik
Der Text des Amendments wurde als irreführend beschrieben. Es sei für zahlreiche Wähler nicht klar, welchen Effekt eine Ja- und welchen Effekt eine Nein-Stimme habe.
Von Abtreibungsbefürwortern und einigen Juristen wird hierbei angemerkt, dass Republikaner auch ein komplettes Verbot von Abtreibungen nach einem möglichen Erlass des Amendments beschließen könnten, da sie die notwendige Zweidrittelmehrheit in beiden Kammern der Legislative von Kansas haben, um ein mögliches Veto der demokratischen Gouverneurin Laura Kelly aufzuheben. Für diese Befürchtung spricht, dass bereits Gesetze in die Legislative eingebracht wurden, die solche Beschränkungen enthielten.
Neal Allen, Professor an der Wichita State University, beschreibt, dass er nicht verstehen könne, wie das Amendment Frauen wertschätzen soll, außer wenn die „Wertschätzung einen Schutz vor Abtreibungen darstellen soll“.
Auch wird angemerkt, dass die befürchteten Nichtigkeitserklärungen von gewissen Abtreibungsbeschränkungen auch drei Jahre nach dem Urteil noch nicht geschehen sind.

## Fundraising
Im Laufe der Kampagne haben sowohl Befürworter als auch Gegner des Amendments mehrere Millionen US-Dollar durch Spenden bekommen und für Werbung und anderes eingesetzt.
Die Value Them Both Kampagne hat 5,4 Millionen USD eingesetzt, die sie von über 45.000 Spendern bekommen hat. Einige der größten Geldgeber sind das Erzbistum Kansas City und die Diözese von Wichita.
Die Gegner des Amendments, die unter anderem unter Kansans for Constitutional Freedom firmieren, berichten von 6,5 Millionen USD, die sie eingenommen haben, und von ausgegebenen 5,8 Millionen USD. Hauptgeldgeber sind Sixteen Thirty Fund und verschiedene Planned-Parenthood-Gruppen.

## Abstimmungsergebnis

Karte des Abstimmungsergebnisses nach Counties:

In einigen Counties fand eine Stimmenneuauszählung statt

Das Amendment wurde von knapp 60 Prozent der Abstimmenden abgelehnt. Die Abstimmung erfolgte gleichzeitig mit den Vorwahlen, wo traditionell mehr republikanische Wähler als demokratische Wähler wählen; bei dieser Abstimmung gab es jedoch auch zahlreiche unabhängige Wähler, weshalb die Wählerschaft als nicht typisch bezeichnet wurde.
| Votum | Stimmen | Prozent |
| ----- | ------- | ------- |
| Nein  | 557.837 | 59,16 % |
| Ja    | 385.014 | 40,84 % |

Die Beteiligung bei den Wahlen wurde vor der Wahl mit 36 % prognostiziert. Sie lag nach ersten Angaben bei einer ähnlichen hohen Zahl wie die 60 % bei der Wahl von Barack Obama 2008; in späteren Mitteilungen wurde diese Zahl etwas herunterkorrigiert auf eine Beteiligung von knapp 50 %.

## Reaktionen im Anschluss an die Abstimmung
Der Vorsitzende der Republikanischen Partei in Kansas äußerte, dass die Abtreibungsbefürworter mit ihrer falschen Darstellung des Amendments als Abtreibungsverbot Erfolg gehabt hätten und dass Kansas nun zu einem Ziel für Abtreibungssuchende aus anderen Staaten werde. Die Value-Them-Both-Kampagnen-Organisation veröffentlichte eine Stellungnahme, in der die Abstimmung als temporärer Rückschlag bezeichnet wurde. Sie kritisierte, dass Abtreibungsbefürworter hauptsächlich Geld von Organisationen außerhalb von Kansas erhalten hätten und über die Presse falsche Informationen über das Amendment verbreitet hätten. Sie betonte, dass sie die Arbeit für Frauen und Kinder nicht vernachlässigen werde und dass der Fokus nun auf der Arbeit in den Zentren zur Unterstützung schwangerer Frauen und von Frauen, die abgetrieben haben, liegen müsse.